# Aldán (Sajá)

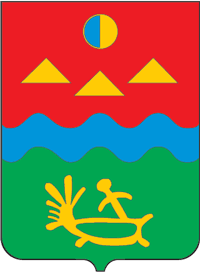
Escudo de Aldán del año 1984

Aldán (en ruso: Алда́н) es una ciudad de la República de Sajá en Rusia. Se fundó en el año 1923 con el nombre de Nezametny y consiguió el reconocimiento de ciudad en el año 1939, momento en el que cambió su nombre por el actual.
Se encuentra situada a 530 km (kilómetros) al sur de Yakutsk, la capital de la república, cerca de la orilla derecha del curso alto del río Aldán, un afluente del Lena.
Su establecimiento en 1923 se debe a la existencia de minas de oro en las proximidades, actividad que siempre ha sido la principal actividad económica de la ciudad. Durante los años 90, la ciudad entró en crisis, pero con la construcción del aeropuerto y de una nueva estación de ferrocarril, a partir del año 2000 se ha recuperado.
La ciudad está en la línea de ferrocarril Amur-Yakutsk Maguistral, que es un ramal del Transiberiano y que en un futuro deberá unirla con Yakutsk.

## Clima
| Parámetros climáticos promedio de Aldan | Parámetros climáticos promedio de Aldan | Parámetros climáticos promedio de Aldan | Parámetros climáticos promedio de Aldan | Parámetros climáticos promedio de Aldan | Parámetros climáticos promedio de Aldan | Parámetros climáticos promedio de Aldan | Parámetros climáticos promedio de Aldan | Parámetros climáticos promedio de Aldan | Parámetros climáticos promedio de Aldan | Parámetros climáticos promedio de Aldan | Parámetros climáticos promedio de Aldan | Parámetros climáticos promedio de Aldan | Parámetros climáticos promedio de Aldan |
| Mes                                     | Ene.                                    | Feb.                                    | Mar.                                    | Abr.                                    | May.                                    | Jun.                                    | Jul.                                    | Ago.                                    | Sep.                                    | Oct.                                    | Nov.                                    | Dic.                                    | Anual                                   |
| --------------------------------------- | --------------------------------------- | --------------------------------------- | --------------------------------------- | --------------------------------------- | --------------------------------------- | --------------------------------------- | --------------------------------------- | --------------------------------------- | --------------------------------------- | --------------------------------------- | --------------------------------------- | --------------------------------------- | --------------------------------------- |
| Temp. máx. abs. (°C)                    | -2.5                                    | -1.0                                    | 9.1                                     | 18.8                                    | 27.8                                    | 34.3                                    | 34.4                                    | 35.2                                    | 25.8                                    | 15.8                                    | 6.1                                     | -0.6                                    | 35.2                                    |
| Temp. máx. media (°C)                   | -21.9                                   | -18.1                                   | -9.3                                    | 1.0                                     | 10.6                                    | 20.3                                    | 22.6                                    | 19.2                                    | 9.8                                     | -2.4                                    | -14.6                                   | -21.2                                   | -0.3                                    |
| Temp. media (°C)                        | −26.3                                   | −23.3                                   | −15.2                                   | −4.2                                    | 5.1                                     | 13.9                                    | 16.6                                    | 13.4                                    | 4.9                                     | −6.4                                    | −18.8                                   | −25.3                                   | −5.5                                    |
| Temp. mín. media (°C)                   | −30.6                                   | −28.3                                   | −21.3                                   | −9.6                                    | 0.0                                     | 7.5                                     | 10.9                                    | 8.1                                     | 0.8                                     | −10.4                                   | −23.1                                   | −29.5                                   | −10.5                                   |
| Temp. mín. abs. (°C)                    | −48.7                                   | −46.3                                   | −42.0                                   | −31.7                                   | −16.0                                   | −5.9                                    | -0.8                                    | -4.4                                    | −16.1                                   | −30.3                                   | −44.9                                   | −48.3                                   | −48.7                                   |
| Precipitación total (mm)                | 27                                      | 24                                      | 29                                      | 36                                      | 71                                      | 82                                      | 108                                     | 105                                     | 94                                      | 68                                      | 42                                      | 32                                      | 718                                     |
| Nevadas (cm)                            | 58                                      | 68                                      | 73                                      | 34                                      | 2                                       | 0.4                                     | 0.1                                     | 0.1                                     | 2                                       | 15                                      | 33                                      | 45                                      | 330.6                                   |
| Días de lluvias (≥ 1 mm)                | 0                                       | 0                                       | 0.1                                     | 4                                       | 16                                      | 19                                      | 19                                      | 18                                      | 18                                      | 4                                       | 0                                       | 0                                       | 98                                      |
| Días de nevadas (≥ 1 mm)                | 27                                      | 26                                      | 23                                      | 19                                      | 13                                      | 1                                       | 0.03                                    | 0.3                                     | 10                                      | 26                                      | 27                                      | 28                                      | 200                                     |
| Horas de sol                            | 66                                      | 119                                     | 192                                     | 210                                     | 249                                     | 262                                     | 276                                     | 227                                     | 144                                     | 93                                      | 73                                      | 41                                      | 1952                                    |
| Humedad relativa (%)                    | 78                                      | 76                                      | 70                                      | 62                                      | 61                                      | 63                                      | 71                                      | 75                                      | 76                                      | 77                                      | 78                                      | 78                                      | 72                                      |
| Fuente: Pogoda.ru.net                   |                                         |                                         |                                         |                                         |                                         |                                         |                                         |                                         |                                         |                                         |                                         |                                         |                                         |